# ژرار ژنت
ژرار ژنِت (به فرانسوی: Gérard Genette) (زادهٔ ۱۹۳۰، پاریس – درگذشتهٔ ۱۱ مهٔ ۲۰۱۸) نظریه‌پرداز ادبی و نشانه‌شناس فرانسوی بود.
ژرار ژُنت در پاریس متولد شد و در محیط اکول نرمال سوپریور پرورش یافت و در سال ۱۹۵۴ از آنجا در ادبیات کلاسیک لیسانس خود را گرفت. او از چهره‌های برجستهٔ حرکت‌های فکری بود که در دههٔ ۱۹۶۰ در حوزهٔ مطالعات ادبی برای تطبیق و بسط نظریه‌های ساختارگرایانه فردینان دو سوسور در زبان‌شناسی و کلود لوی-استروس در انسان‌شناسی صورت گرفت. عمده شهرت و تأثیرگذاری او به مطالعهٔ ساختارگرایانه از روایت برمی‌گردد که یکی از جامع‌ترین چارچوب‌های تحلیل متون روایی را ارائه می‌دهد. در سال‌های ۱۹۵۹–۶۰ ژنت در کنار ژاک دریدا در یک دبیرستان درس می‌دادند و دانش‌آموزان را برای ورود به اکول نرمال سوپریور آماده می‌کردند. پس از آن در ۱۹۶۳ ژنت دستیار و سپس استادیار ادبیات فرانسه در سوربن شد. در ۱۹۶۷ به مقام مدیر پژوهش‌های زیباشناسی و نظریهٔ ادبی در اکول پراتیک منصوب شد. ژنت از پیروان ادبیات تطبیقی شاخه فرانسوی بود. 